# هاورهی جیلین
هاورهی جیلین (اوکراینی: Георгій Семенович Жилін؛ ۱۸ اوت ۱۹۲۵ – ۱۲ سپتامبر ۱۹۹۷) قایقران روئینگ اهل اوکراین بود.
وی در مسابقات کشوری و بین‌المللی در مجموع برندهٔ ۱ مدال طلا، ۲ مدال نقره، ۲ مدال برنز شده‌است.